# Вадж-вер
Вадж-вер — бог родючості в давньоєгипетській міфології. Його ім'я означає «зелень велика». Іноді його зображували у вигляді двостатевої істоти або у вигляді людини, яка несе анх і хліб. Також його зображували вагітним або людиною з великим животом, що асоціювалося в єгиптян з багатствами і родючістю вод дельти Нілу. Вадж-вер уособлював Середземне море або найбільші озера дельти Нілу.